# Fofoti

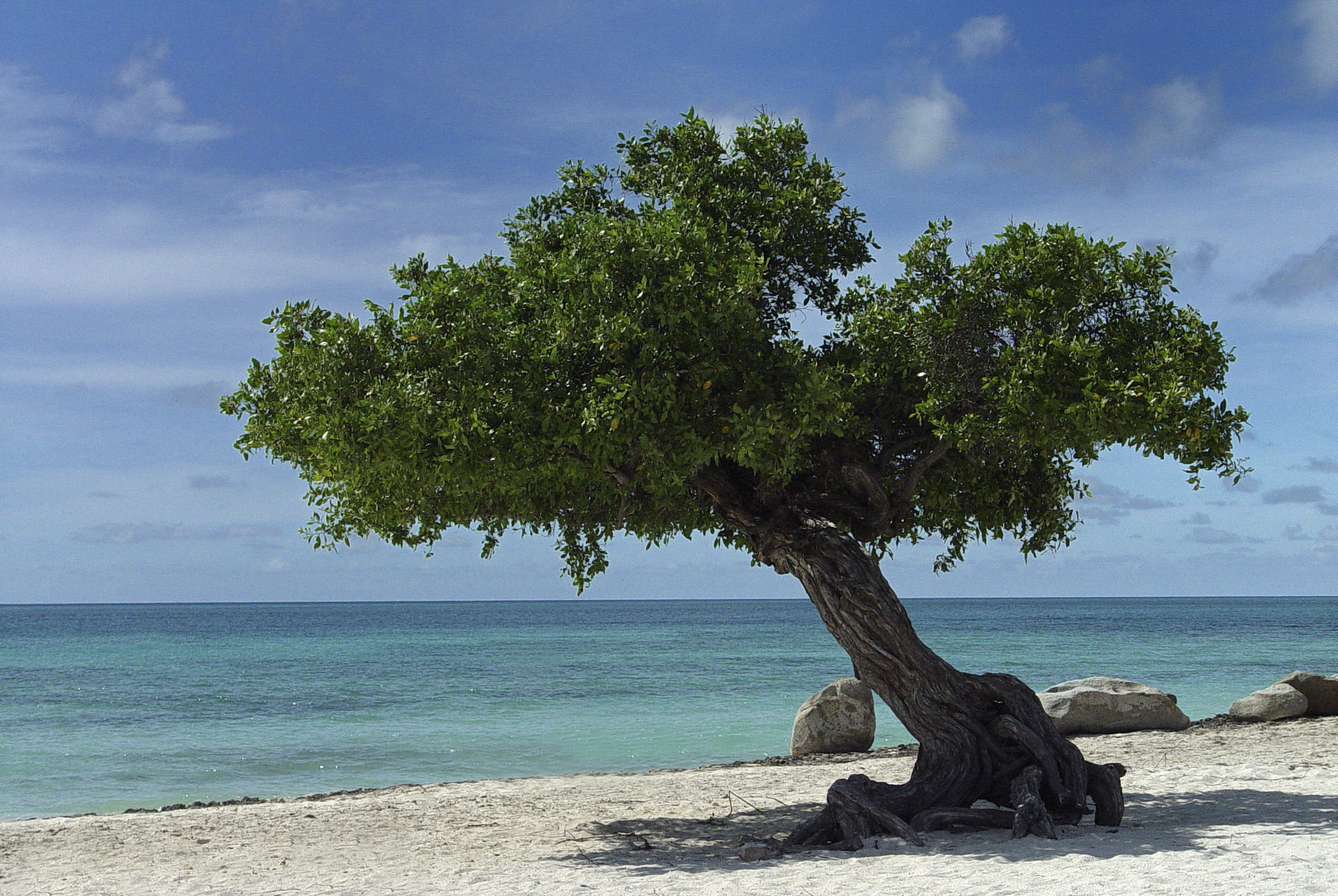
De Fofoti op Eagle Beach in Aruba

De Fofoti (Conocarpus erectus var. erectus) boom groeit op Aruba. De boom heeft een gedraaide stam en groeit schuin richting de zee. De Fofoti wordt vaak verward met de dividiviboom, het zijn echter niet dezelfde bomen.
Een hele bekende Fofoti staat op Eagle Beach en wordt vaak gefotografeerd.